# يوميات مادي
يوميات مادي (بالإنجليزية: Really Me) هو مسلسل كوميدي بث في كندا لاول مرة في 22 أبريل 2011 على قناة فاميلي وعلى VRAK.TV في 31 أغسطس 2011. وفي 13 يونيو 2011، أعلنت فاميلي أن المسلسل سيتم تجديده لموسم ثان، والتي بثت لاول مرة بث في 5 أكتوبر 2012 وليس هناك موسم ثالث للسلسلة في هذا الوقت (وفقا لتلفزيون فريش). والحلقة الأخيرة بثت في 5 أبريل 2013 في كندا. وقد بدأ بثه على نيتفليكس في الولايات المتحدة 15 يونيو 2015.

## قصة
يصوّر هذا البرنامج تفاصيل الحياة اليومية لفتاة اسمها مادي تبلغ الخامسة عشرة من عمرها، والتي تفوز في إحدى المسابقات وتحظى بفرصة المشاركة في واحد من برامج تلفزيون الواقع رفقة صديقتها المقرّبة جوليا. ولكن يبدو أن حياة النجوم ليست سهلة كما كانت تتصور مادي، فعليها التعامل مع الكاميرات والمواقف المحرجة التي تتعرض لها والتي سيشاهدها أصدقاؤها وكل زملائها في المدرسة. سنرى كيف تتكاتف الصديقتين أمام العديد من الكاميرات، مرورا بالعديد من الأخطاء والمواقف المثيرة الأخرى، وسنتابعهما وهما تتجاوزان الكثير من المواقف الصعبة التي تصادفهما في حياتهما اليومية.

## الشخصيات الرئيسية
- مادي كوبر (سيدني ايمبادو) - مادي تبلغ من العمر خمسة عشر عاما، ولكن في احدى المرات فازت في المسابقة أن يكون لها برنامج تلفزيون الواقع مع صديقتها جوليا. مثل معظم الفتيات في سن المراهقة مادي تريد حتى الآن شخص لطيف، لدينا طن من المرح مع صديقاتها وتقول على التلفاز إنها متفائلة جدا، لكن في بعض الأحيان يمكن أن تأخذها بطريقة خاطئة. ولكن اما للأفضل أو للأسوأ.
- جوليا ويلسون (كيانا في ماديرا) - جوليا هي أفضل صديق لمادي وتدعمها بغض النظر عن ما هو الحال دائما. لديها سحق على شقيق مادي برودي، .جوليا لديها مرح وشخصية، وأنها نوع من الاصدقاء الذين يمكن الاعتماد عليهم. أيضا، لديها موهبة لفتح أي قفل.
- برودي كوبر (ويسلي مورغان) - شقيق مادي وابن راي .وهو يحب التلفاز والشهرة والثروة حتى أكثر من مادي. انه لاعب شعبي، وقائد الفريق في المدرسة.
- كلارك كوبر - كلارك هو ذكي جدا مقارنة بطفل بالغ من العمر 8 سنوات. وصراحة هو انه أذكى من والده وشقيقه برودي،. الشهرة لا تزعجه لأنه يعتقد أنه سيكون بالفعل الشهير والغني في يوم من الأيام. وهو يغضب من جوليا
- راي كوبر - كان راي لاعب هوكي، ولكنه لا يزال يتصرف وكأنه صبي. انه والد ارمل. ويعتقد أولاده ان سلوكه أبيهم سخيفة سببها كرات الصولجان التي في راسه (حسبما يتخيلون).
- شارلين (هيذر هانسون) - شارلين هي منتجة تلفزيونية للمسلسل. انها ساخرة جدا، وتميل إلى الصراخ كثيرا على الهاتف. ومع ذلك، في أعماقها انها حقا لطيفة وتهتم بمادي وعائلتها. ولكن شارلين تفعل كل ما يلزم لخلق الدراما في حياة مادي .
- دي جاي (مايك لوبيل) - خرج للتو من مدرسة السينما، لكنه ليس ذلك الذكي. انه حريص جدا على إرضاء من حوله لكن في بعض الأحيان ينسى القيام بعمله وتصوير الاحداث. ويقع كثيرا في حيل مادي التي تريد التخلص منه، ويمكن أن ينتهي الأمر مطاردة مراهق ذو الشعر الأشقر آخر بينما تهرب مادي.

## الحلقات
| الموسم | الحلقات | بداية العرض   | نهاية العرض  |
| ------ | ------- | ------------- | ------------ |
| الأول  | 13      | 26 مارس 2011  | 23 مارس 2012 |
| الثاني | 13      | 5 أكتوبر 2012 | 5 أبريل 2013 |

## اصدارات دي في دي
اصدرت فريمانتل هوم انترتيمنت في المملكة المتحدة قرصا ديفيدي يحتوي على جميع الحلقات من مسلسل.

## البث العالمي
| Country           | Channel                   |
| ----------------- | ------------------------- |
| كندا (الإنكليزية) | قناة فاميلي               |
| كندا (الفرنسية)   | فراك.تي في                |
| البرازيل          | اتش بي او                 |
| المملكة المتحدة   | بوب جيرل                  |
| إيرلندا           | ار تي اي تو - تي ار تي اي |
| تركيا             | جوجو                      |
| ايطاليا           | فريسبي                    |
| ألمانيا           | كيكا                      |
| أستراليا          | اي بي سي 3                |
| رومانيا           | ميجا ماكس رومانيا         |
| هولندا            | قناة ديزني نكلوديون       |
| فلاندر            | قناة ديزني                |
| إسرائيل           | زووم                      |
| قطر               | تلفزيون ج                 |